# Urocjon wirginijski
Urocjon wirginijski, lis wirginijski (Urocyon cinereoargenteus) – gatunek drapieżnego ssaka z rodziny psowatych (Canidae). Żyje samotnie, czasami w wieloletnich związkach. Zamieszkuje własne terytoria, które zaznacza zapachem. Prowadzi przeważnie nocny tryb życia. Często jest mylony z kojotem. Dożywa około 8 lat; w niewoli dożywa 15.

## Taksonomia
Gatunek po raz pierwszy zgodnie z zasadami nazewnictwa binominalnego opisał w 1775 roku niemiecki przyrodnik Johann Christian Daniel von Schreber, nadając mu nazwę Canis cinereo argenteus. Holotyp pochodził ze wschodniej Ameryki Północnej.
Urocyon cinereoargenteus często łączy się genetycznie z dwoma innymi starożytnymi liniami, Nyctereutes i Otocyon, ale dokładne powiązania między nimi są niejasne. Urocyon jest obecnie uważany za rodzaj bazalny rodziny psowatych i ma tylko dwóch występujących współcześnie członków, U. cinereoargenteus i U. littoralis. Autorzy Illustrated Checklist of the Mammals of the World rozpoznają szesnaście podgatunków. Podstawowe dane taksonomiczne podgatunków (oprócz nominatywnego) przedstawia poniższa tabelka:
| Podgatunek          | Oryginalna nazwa                       | Autor i rok opisu          | Miejsce typowe                                                                                                   |
| ------------------- | -------------------------------------- | -------------------------- | --- |
| U. c. borealis      | Urocyon cinereoargenteus borealis      | Merriam, 1903              | Marlboro, 7 mi (11 km) od Monadnock, Hrabstwo Cheshire, New Hampshire, Stany Zjednoczone.                        |
| U. c. californicus  | Urocyon cinereoargenteus californicus  | Mearns, 1897               | góry San Jacinto, na wysokości 8000 ft (2438 m), Hrabstwo Riverside, Kalifornia, Stany Zjednoczone.              |
| U. c. costaricensis | Urocyon cinereoargenteus costaricensis | G.G. Goodwin, 1938         | Sabanilla de Pirris, w pobliżu Rio Grande de Pirris, na wysokości 500 ft (152 m), prowincja San José, Kostaryka. |
| U. c. floridanus    | Urocyon cinereo-argenteus floridanus   | Rhoads, 1895               | Tarpon Springs, Hrabstwo Pinellas, Floryda, Stany Zjednoczone.                                                   |
| U. c. fraterculus   | Urocyon cinereo-argenteus fraterculus  | Elliot, 1896               | San Felipe, Jucatan, Meksyk.                                                                                     |
| U. c. furvus        | Urocyon cinereoargenteus furvus        | G.M. Allen & Barbour, 1923 | Strefa Kanału Panamskiego, 3 mi (5 km) na zachód od Balboa, Panama.                                              |
| U. c. guatemalae    | Urocyon guatemalae                     | G.S. Miller, 1899          | Nenton, na wysokości 3000 ft (914 m), Huehuetenango, Gwatemala.                                                  |
| U. c. madrensis     | Urocyon cinereoargenteus madrensis     | Burt & Hooper, 1941        | Carimechi, Rio Mayo, Chihuahua, Meksyk.                                                                          |
| U. c. nigrirostris  | Canis nigrirostris                     | Lichtenstein, 1830         | Real Arriba (Temascaltepec), Meksyk.                                                                             |
| U. c. ocythous      | Urocyon cinereoargenteus ocythous      | Bangs, 1899                | Platteville, Hrabstwo Grant, Wisconsin, Stany Zjednoczone.                                                       |
| U. c. orinomus      | Urocyon cinereoargenteus orinomus      | E.A. Goldman, 1938         | Orizaba, na wysokości 4000 ft (1219 m), Veracruz, Meksyk.                                                        |
| U. c. peninsularis  | Urocyon cinereoargenteus peninsularis  | Huey, 1928                 | San Ignacio, 27°24′N 112°59′W/27,400000 -112,983333, Kalifornia Dolma, Meksyk.                                   |
| U. c. scottii       | Urocyon virginianus scottii            | Mearns, 1891               | Hrabstwo Pinal, Arizona, Stany Zjednoczone.                                                                      |
| U. c. townsendi     | Urocyon californicus townsendi         | Merriam, 1899              | Baird, Hrabstwo Shasta, Kalifornia, Stany Zjednoczone.                                                           |
| U. c. venezuelae    | Urocyon cinereoargentea venezuelae     | J.A. Allen, 1911           | El Tocuyo, 175 mi (282 km) na południowy wschód od Valencii, na wysokości 2200 ft (671 m), Lara, Wenezuela.      |

### Etymologia
- Urocyon: gr. ουρα oura „ogon”; κυων kuōn, κυνος kunos „pies”[48].
- cinereoargenteus: łac. cinereus „koloru popiołu”, od cinis, cineris „prochy, popioły”[49]; łac. argenteus „ze srebra, srebrny”, od argentum, argenti „srebro”[50].
- borealis: łac. borealis „północny”, od boreas „północny wiatr, północ”, od gr. βορεας boreas „północny wiatr, północ”[51].
- californicus: Kalifornia[52].
- costaricensis: Kostaryka[53].
- floridanus: Floryda, Stany Zjednoczone[54].
- fraterculus: łac. fraterculus „braciszek” (tj. mniejszy niż, spokrewniony lub sprzymierzony z), od frater brat; przyrostek zdrabniający -ulus[55].
- furvus: łac. furvus „ciemny, czarny”[56].
- guatemalae: Gwatemala[57].
- madrensis: Sierra Madre Zachodnia, Meksyk[24].
- nigrirostris: łac. niger „czarny”; -rostris „-pyski”, od rostrum „pysk”[58].
- ocythous: ωκυθοος ōkuthoos „chyżo biegnący”[25].
- orinomus: gr. ορεινομος oreinomos „żerowanie na wzgórzach”, od ορος oros, ορεος oreos „góra”; -νομος -nomos „-jedzenie”, od νεμω nemō „spożywać”[59].
- peninsularis: łac. paeninsularis lub peninsularis „półwyspowy, z półwyspu”, od paeninsula lub peninsula „półwysep”, od paene „prawie, blisko”; insula „wyspa”[60].
- scottii: William Earle Dodge Scott (1852–1910), amerykański ornitolog z Museum Biologii, w Princeton w latach 1876–1910[8][61].
- townsendi: Charles Haskins Townsend (1859–1944), amerykański przyrodnik, pracownik Komisji Rybołówstwa w 1883 roku, dyrektor New York Aquarium w latach 1902–1937[11][62][63].
- venezuelae: Wenezuela[64].

## Zasięg występowania
Urocjon wirginijski występuje w Ameryce zamieszkując w zależności od podgatunku:
- U. cinereoargenteus cinereoargenteus – wschodnie Stany Zjednoczone.
- U. cinereoargenteus borealis południowo-wschodnia Kanada i Stany Zjednoczone (Nowa Anglia).
- U. cinereoargenteus californicus – południowo-zachodnie Stany Zjednoczone (południowa Kalifornia).
- U. cinereoargenteus costaricensis – Kostaryka.
- U. cinereoargenteus floridanus – Zatoka Meksykańska.
- U. cinereoargenteus fraterculus – Meksyk (Jukatan).
- U. cinereoargenteus furvus – Panama.
- U. cinereoargenteus guatemalae – południowy Meksyk na południe do Nikaragui.
- U. cinereoargenteus madrensis – Meksyk (południowa Sonora, południowo-zachodnia Chihuahua i północno-zachodnia Durango).
- U. cinereoargenteus nigrirostris – południowo-wschodni Meksyk.
- U. cinereoargenteus ocythous – Stany Zjednoczone (Central Plains) i przylegająca południowa Kanada.
- U. cinereoargenteus orinomus – południowy Meksyk (przesmyk Tehuantepec).
- U. cinereoargenteus peninsularis – północno-zachodni Meksyk (Kalifornia Dolna).
- U. cinereoargenteus scottii – północny Meksyk i południowo-zachodnie Stany Zjednoczone.
- U. cinereoargenteus townsendi – zachodnie Stany Zjednoczone (Kalifornia i Oregon).
- U. cinereoargenteus venezuelae – Kolumbia i Wenezuela.

## Morfologia
Długość ciała (bez ogona) samic 54–57,8 cm, samców 56–66 cm, długość ogona samic 28–40,7 cm, samców 33,3–44,3 cm; masa ciała samic 2–3,9 kg, samców 3,4–5,5 kg. Jest to średniej wielkości lis o szaro cętkowanym futrze, z jaśniejszą spodnią częścią ciała, z głową w kolorze rdzawym z białymi plamkami; podszerstek ma barwę rdzawoczerwoną. Ma duże uszy, wąski pysk, długi i gęsto owłosiony, puszysty ogon z czarną pręgą na wierzchu. Nogi krótkie i mocne. Posiada pazury ostrzejsze i bardziej zakrzywione od innych psowatych. Wzór zębowy: I {\displaystyle {\tfrac {3}{3}}} C {\displaystyle {\tfrac {1}{1}}} P {\displaystyle {\tfrac {4}{4}}} M {\displaystyle {\tfrac {2}{3}}} = 42.

## Ekologia
Często wspina się na drzewa, których korony są dla niego doskonałą kryjówką. Jest on jedynym – obok jenota – gatunkiem psowatych, który potrafi tego dokonywać.

### Pożywienie
Jest zwierzęciem wszystkożernym, jednak przeważnie żywi się pokarmem zwierzęcym. Umiejętność wspinaczki po drzewach przydaje mu się podczas zdobywania jagód i innych owoców. Ze zwierząt poluje (zazwyczaj w nocy) na niewielkie ptaki, myszy i inne gryzonie. Z nadmiaru zdobytego pożywienia robi zapasy w postaci podziemnego schowka, który potrafi wyczuć już z odległości 3 metrów. Dzięki wspaniałemu zmysłowi powonienia wyczuje niekiedy zagrzebane w ziemi na kilka centymetrów jaja, które także stanowią część jego diety.

### Rozmnażanie
Na kilka dni przed porodem samica wypędza samca z legowiska, jednak powraca on kilka dni po porodzie i dostarcza pożywienia potomstwu i samicy. Okres rozrodu od sierpnia do września, ciąża trwa 53–58 dni, samica rodzi zwykle 3–6 szczeniąt. Młode ważą około 80 g i rodzą się z czarną sierścią. Przez pierwsze dni życia potomstwo jest ślepe i zdane na opiekę osobników dorosłych. Po około sześciu tygodniach młode lisy są już zostawiane same na czas polowania. Opieka nad potomstwem trwa około 5 miesięcy.

## Status i ochrona
Gatunek nie jest jeszcze zagrożony, chociaż w latach 1977–1978 liczbę zabitych osobników szacuje się na około 270 tysięcy. Lis wirginijski jest często uciążliwy dla rolników lub ginie w pułapkach przeznaczonych na inne drapieżniki. Niejednokrotnie jest łowiony dla futra.